# متنزه نهر الخضيرة
مُتّنَزَّه نَهْر الخضِيرَة أو مُتّنَزَّه نَهْر المَفْجَر (بالعبرية: פַּארְק נַחַל חֲדֵרָה "بَارْك نَاحَل حَدِيرَا") هو مُتنزّه يقع بين الخضيرة وقيسارية شمال إسرائيل. ويمتد على مساحة 750 دونم عند مصب نهر الخضيرة في البحر الأبيض المتوسط. كانت بداية إنشاؤه بقرارٍ مُشترك بين الصندوق القومي اليهودي وشركة الكهرباء، وتُديره شركة ناحليم لتطوير السياحة في الخضيرة.

## خلفية

### نهر الخضيرة
يبدأ نهر الخضيرة من جبال نابلس في أراضي قرى الزبابدة وقباطية، وتتجمع مياهه من الأمطار المتساقطة على هذه الجبال ثم ترفده جبال جنين وطولكرم، ثم يتجه شمالًا غربًا نحو مدينة الخضيرة، ومن ثم ينحرف غربًا ليصب في البحر الأبيض المتوسط جنوبًا من قيسارية، عند خط عرض 28 °32 وخط طول 53 °34.
على مر السنوات، أدى النمو السريع وإقامة المصانع في منطقة الخضيرة إلى تدفق مياه الصرف الصحي إلى نهر الخضيرة، مما أدى إلى تلوث المقطع الغربي منه.

### محطة توليد الطاقة
في عام 1982 بُنيت محطة توليد الطاقة "أوروت رابين" قُرب مصب النهر. ولتوليد الكهرباء في المحطة، يتم تبريد وحدات الإنتاج باستخدام مياه البحر. تؤدي هذه العملية إلى امتصاص المياه للكثير من الحرارة، مما يرفع درجة حرارتها بحوالي 10 درجات مقارنة بمياه البحر. ثم يتم تفريغ هذه المياه إلى البحر.

### تنقية مياه النهر
بعد بناء محطة توليد الطاقة قُرب مصب النهر، طُلب من شركة الكهرباء إنشاء مُتنزّه كتعويض بيئي. أُعيد تأهيل القسم الغربي من نهر الخضيرة بين الطريق الساحلي ومصب النهر إلى البحر. إحدى الأساليب التي اُستعملت لتنقية المياه المُلوّثة، كانت مد أُنبوب قُطره مترين يخرج من محطة توليد الطاقة ويصب في النهر، يتدفق من خلاله الماء الساخن المُستخدم في تبريد وحدات إنتاج الكهرباء. وعلى الرغم من ارتفاع درجة حرارة هذا الماء، إلا أنه لا يتسبب في تلوث النهر.

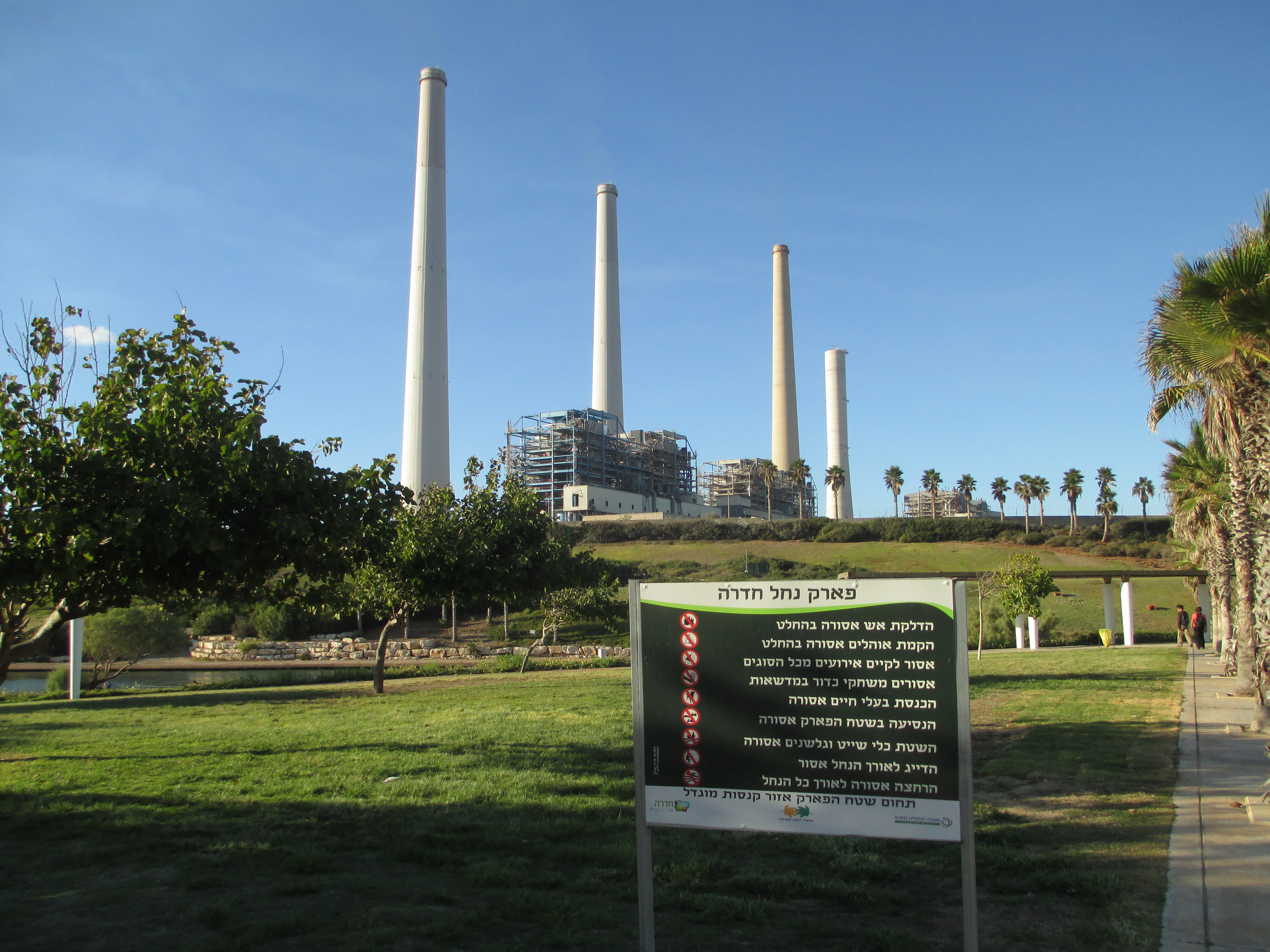
محطة توليد الطاقة كما تبدو من المُتنزّه
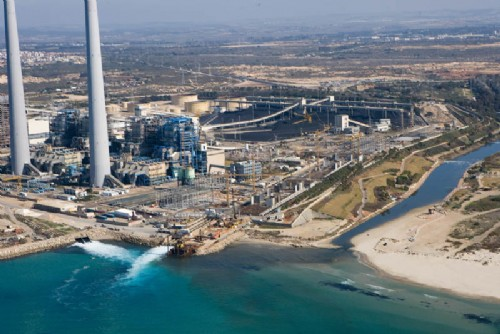
مصب النهر في البحر
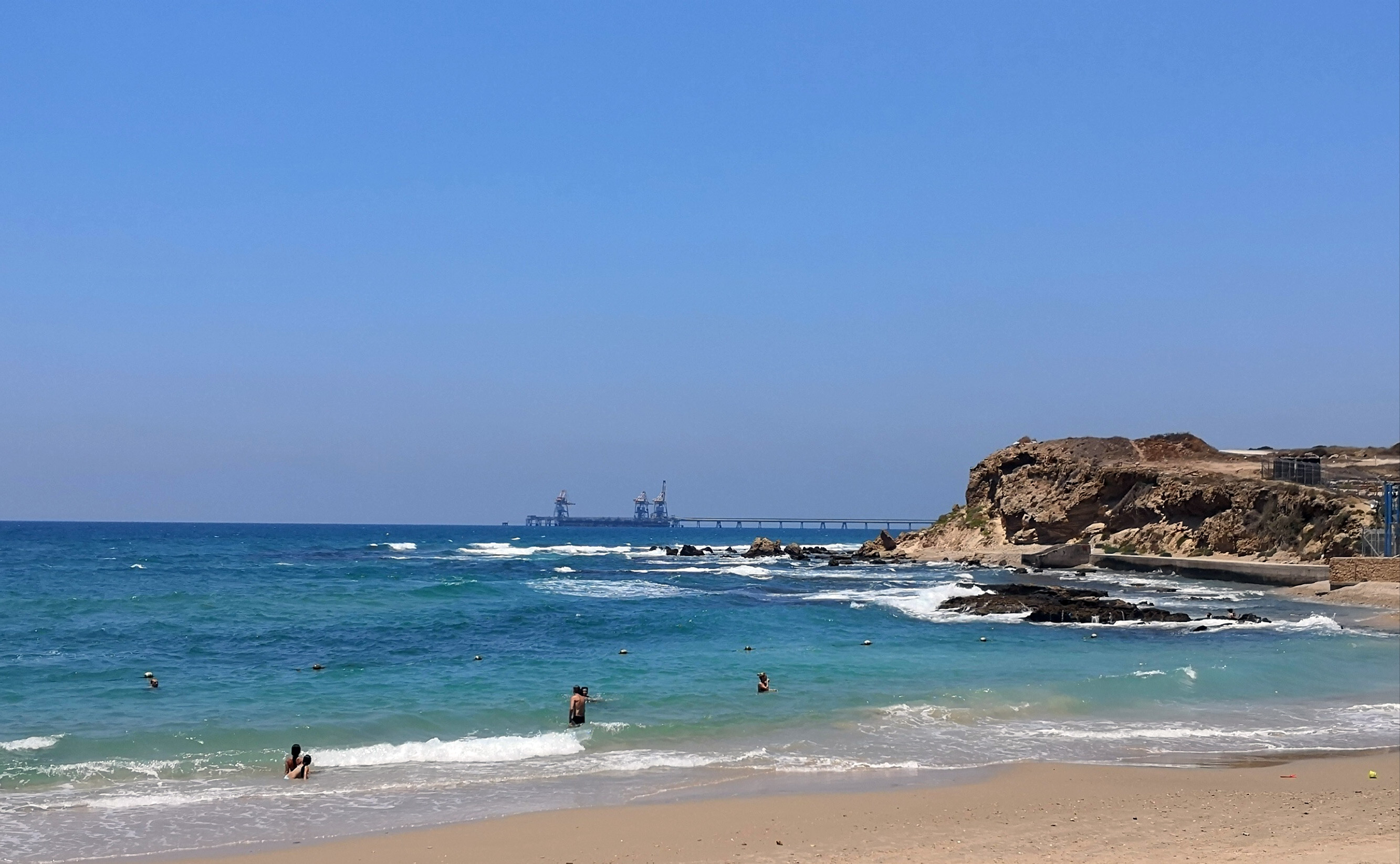
شاطئ البحر قرب مصب النهر

## تصميم
بُني على الضفة الشمالية من النهر سلسلة من تلال رماد الفحم الناتج عن محطة توليد الطاقة بارتفاع 17 مترًا. وقد غُطيت هذه السلسلة بالتراب وبطانة من ألياف جوز الهند لتثبيت التربة ومنعها من الانجراف، ثم غُرست فيها الأشجار والشُجيرات، وتُشكّل جُزءًا من المُتنزّه.
بينما تم رصف الضفة الجنوبية بالحجارة والخرسانة لتُصبح ممشى. في وسط الممشى توجد نافورة تفيض بمياه البحر الدافئة، يُطلق عليها "كِيكَار مَبُوَاع" بمعنى: ميدان الينبوع، وحولها رُكّبت مقاعد خرسانية. إلى جانب المُستجمّين يقصدُ المُتنزّه أيضًا الصيادون حتى يتسنّى لهم صيد الأسماك خاصةً الدنيس.
في عام 2010، تم نقل النصب التذكاري لأفشالوم فاينبيرغ من جانب الطريق السريع 4 جنوب الخضيرة إلى المُتنزّه، حيث يقع شرق موقف السيارات.

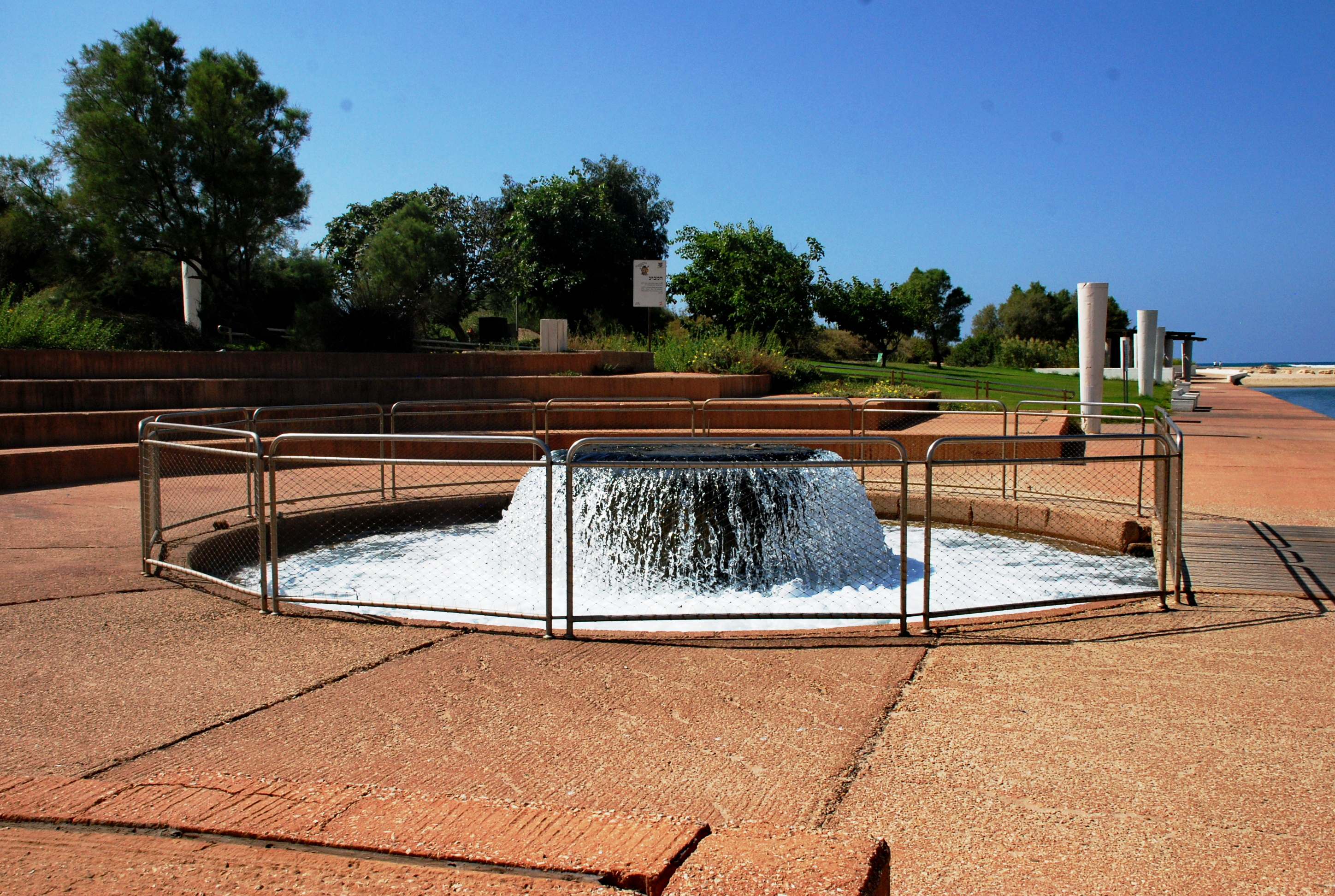
ميدان الينبوع على الضفة الجنوبية
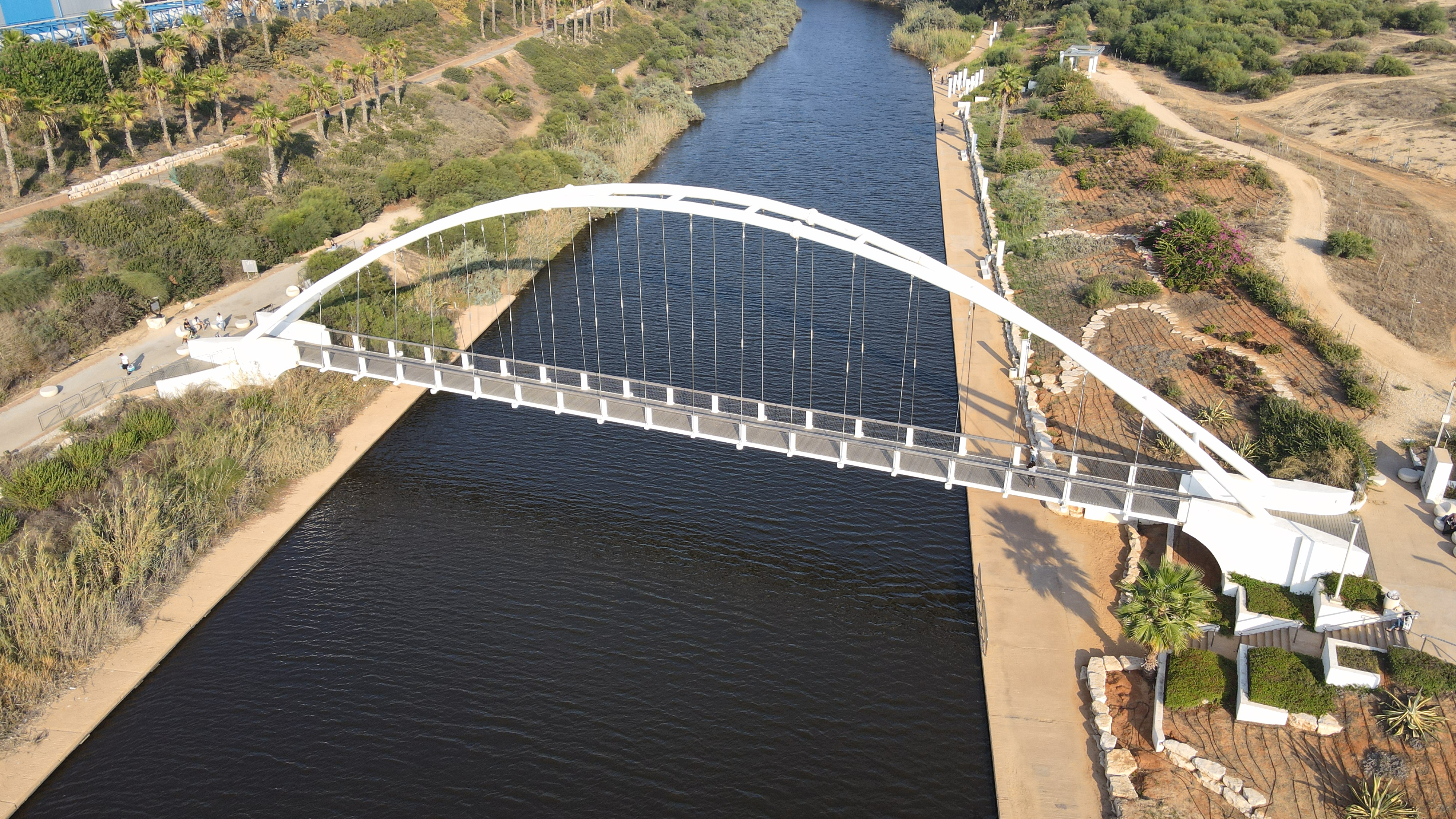
جسر المشاة، أكتوبر 2021
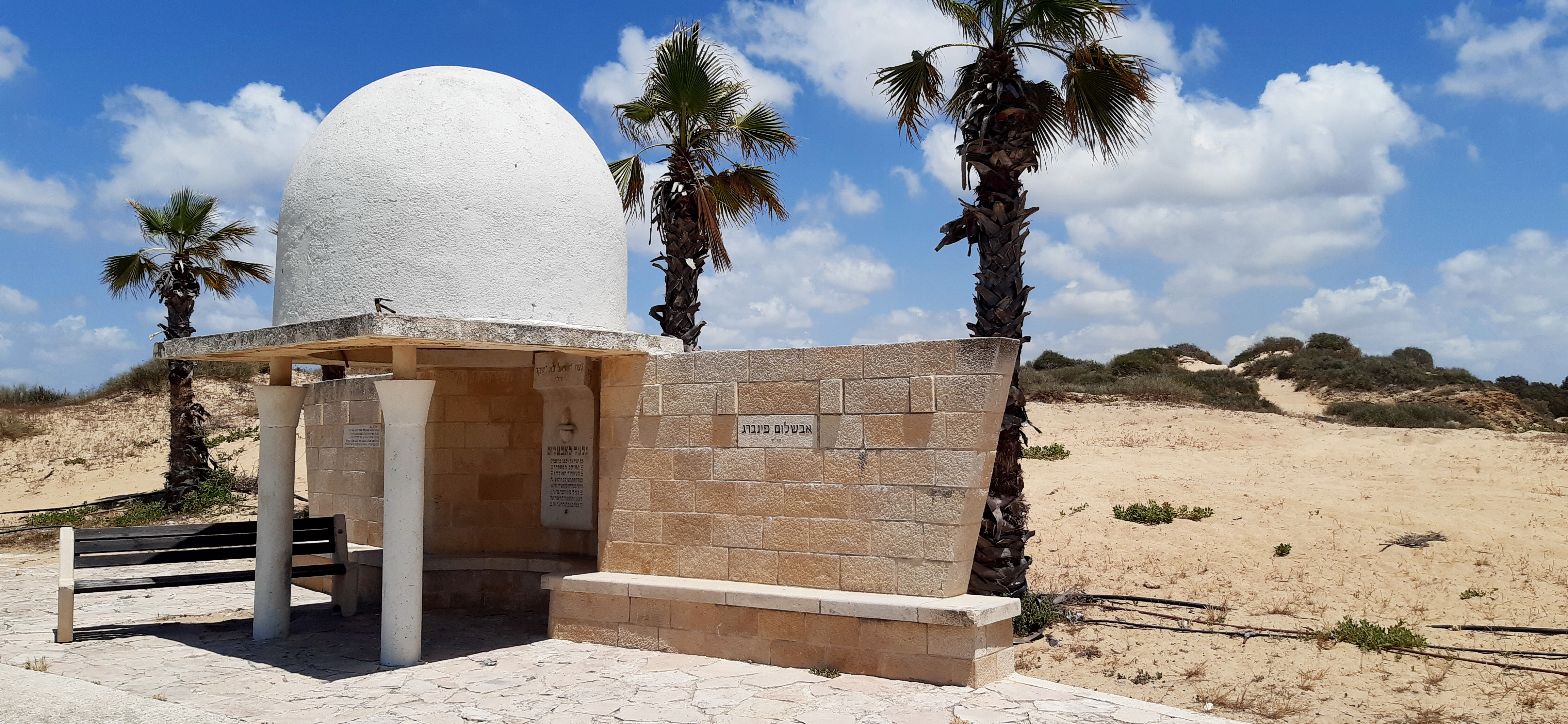
النصب التذكاري لأفشالوم فاينبيرغ

## بيئة
في سنوات الثلاثينيات من القرن العشرين، زُرع حُرْشَين من أشجار الأوكالبتوس على الضفة الجنوبية من النهر، بهدف وقف انتشار رمال الشاطئ إلى الشرق. وبين هَذَيْنِ الحُرْشَين اُكتشفَ موقع أثري يعود إلى الحضارة الكبارية (قبل 18,000 سنة)، حيثُ عُثِرَ على أدوات مصنوعة من الصوان وعظام حيوانات يبدو أنها لغزلان وأيائل.
يُعتبر هذا الموقع موطنًا للعديد من الطيور المائية، مثل القرلى المألوف، البلشون الرمادي، دجاجة الماء خضراء الأقدام، البط البري، بالإضافة إلى آلاف طيور الغاقيات التي تتواجد في الموقع خلال الفترة من نوفمبر إلى مارس. تتغذى هذه الطيور، من بين أمور أخرى، على الأسماك التي عادت إلى النهر بعد تنقيته وإعادة تأهيله.
أحد الحُرْشَيْن يقع قرب النهر وليس بعيدًا عن الطريق الساحلي، ويمكن الوصول إليه سيرًا على الأقدام من المُتنزّه. أما الحُرش الآخر فهو أبعد بعض الشيء عن النهر ويُمكن الوصول إليه مشيًا أو بالسيارة. لهذا قام الصندوق القومي اليهودي بإنشاء موقف سيارات، بالإضافة إلى طاولات نُزهة، وألعاب أطفال، وأيضًا مرفق خاص لركوب الكُثبان الرملية. في الشتاء تتزين أرض الحُرش بأزهار بخور مريم.

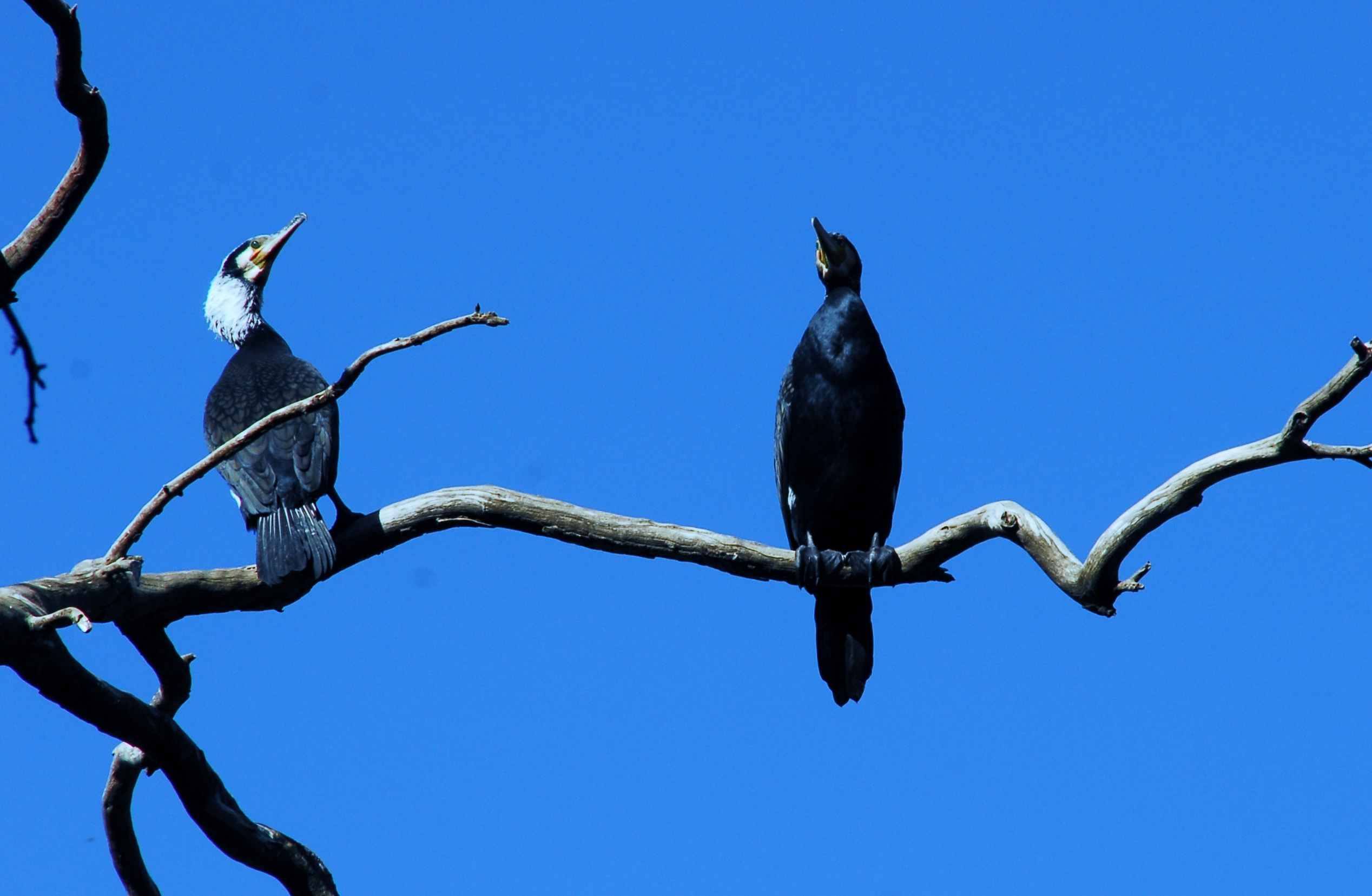
طائرين غاق، فبراير 2012
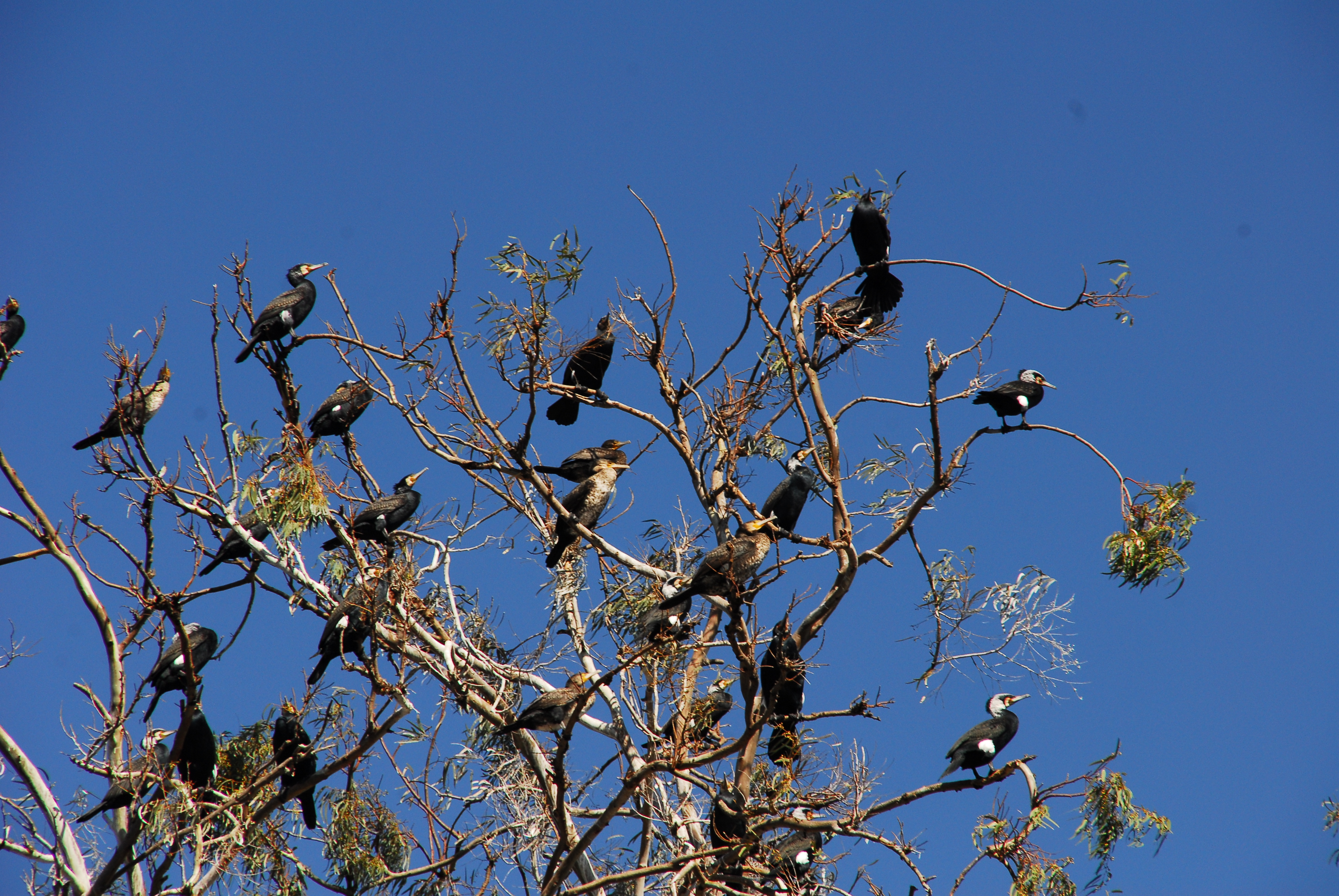
طيور الغاق، فبراير 2012